# Héctor Rebaque
Héctor Alonso Rebaque (Città del Messico, 5 febbraio 1956) è un pilota automobilistico messicano.

## Carriera

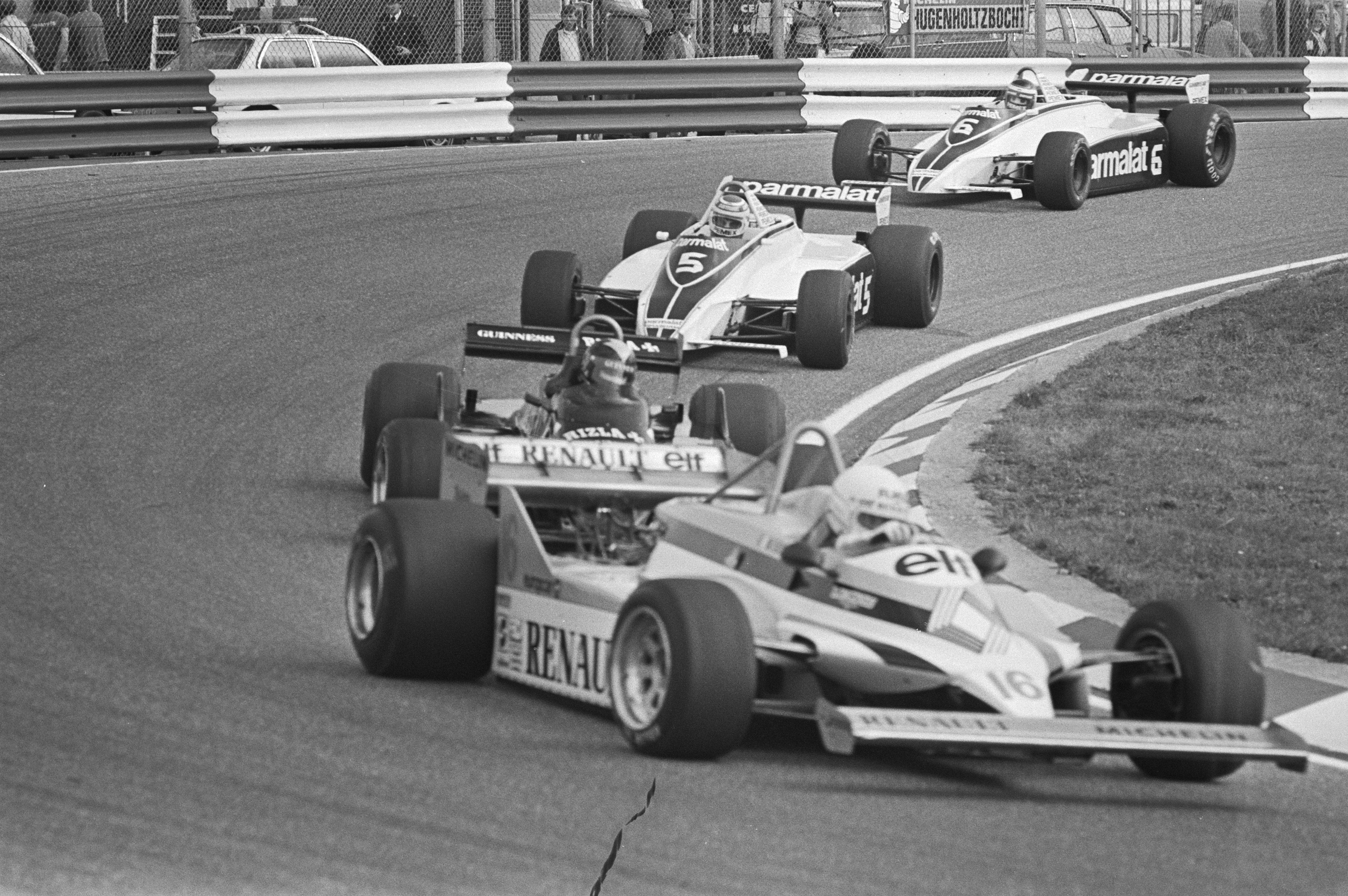
Rebaque con una Brabham numero 6 al GP d'Olanda 1981

Partecipò a 58 Gran Premi di Formula 1, debuttando all'appuntamento belga del 1977 e facendo segnare un totale di 13 punti iridati. 
Fondò il suo team privato Rebaque e corse nelle stagioni 1978 e 1979, utilizzando soprattutto vetture Lotus e prendendo parte anche a tre eventi con la sua vettura Rebaque HR100, creata in collaborazione con la Penske.
Nel 1980 fu il compagno di squadra di Nelson Piquet alla Brabham e terminò al 10º posto il campionato seguente.
Dall'anno successivo corse nel campionato statunitense CART, partecipando anche alla 500 Miglia di Indianapolis 1982 chiudendola al 13º posto. Vinse la gara di Elkhart Lake e poco tempo dopo rimase ferito in un incidente durante alcuni test sull'ovale di Milwaukee.
Ristabilitosi, tornò alle corse stradali.

## Risultati in Formula 1
| 1977 | Scuderia | Vettura |  |  |  |  |  |  |    |    |    |  |     |    |    |  |  |  |  | Punti | Pos. |
| ---- | -------- | ------- |  |  |  |  |  |  | -- | -- | -- |  | --- | -- | -- |  |  |  |  | ----- | ---- |
| 1977 | Hesketh  | 308E    |  |  |  |  |  |  | NQ | NQ | NQ |  | Rit | NQ | NQ |  |  |  |  | 0     |      |

| 1978 | Scuderia | Vettura |    |     |    |     |     |     |     |    |    |     |   |     |    |    |     |    |  | Punti | Pos. |
| ---- | -------- | ------- | -- | --- | -- | --- | --- | --- | --- | -- | -- | --- | - | --- | -- | -- | --- | -- |  | ----- | ---- |
| 1978 | Rebaque  | 78      | NQ | Rit | 10 | NPQ | NPQ | NPQ | Rit | 12 | NQ | Rit | 6 | Rit | 11 | NQ | Rit | NQ |  | 1     | 19º  |

| 1979 | Scuderia | Vettura    |     |    |     |     |     |     |  |    |   |     |    |   |    |     |    |  |  | Punti | Pos. |
| ---- | -------- | ---------- | --- | -- | --- | --- | --- | --- |  | -- | - | --- | -- | - | -- | --- | -- |  |  | ----- | ---- |
| 1979 | Rebaque  | 79 e HR100 | Rit | NQ | Rit | Rit | Rit | Rit |  | 12 | 9 | Rit | NQ | 7 | NQ | Rit | NQ |  |  | 0     |      |

| 1980 | Scuderia | Vettura |  |  |  |  |  |  |  |   |     |    |     |     |   |     |  |  |  | Punti | Pos. |
| ---- | -------- | ------- |  |  |  |  |  |  |  | - | --- | -- | --- | --- | - | --- |  |  |  | ----- | ---- |
| 1980 | Brabham  | BT49    |  |  |  |  |  |  |  | 7 | Rit | 10 | Rit | Rit | 6 | Rit |  |  |  | 1     | 20º  |

| 1981 | Scuderia | Vettura |     |     |     |   |     |    |     |   |   |   |     |   |     |     |     |  |  | Punti | Pos. |
| ---- | -------- | ------- | --- | --- | --- | - | --- | -- | --- | - | - | - | --- | - | --- | --- | --- |  |  | ----- | ---- |
| 1981 | Brabham  | BT49C   | Rit | Rit | Rit | 4 | Rit | NQ | Rit | 9 | 5 | 4 | Rit | 4 | Rit | Rit | Rit |  |  | 11    | 10º  |

| Legenda | 1º posto     | 2º posto | 3º posto    | A punti         | Senza punti/Non class.  | Grassetto – Pole position Corsivo – Giro più veloce |
| Legenda | Squalificato | Ritirato | Non partito | Non qualificato | Solo prove/Terzo pilota | Grassetto – Pole position Corsivo – Giro più veloce |